# Списак министара Босне и Херцеговине
На овој страни се налази списак министара у Савет министара БиХ по министарствима.
- Списак предсједавајућих Савјета министара Босне и Херцеговине
- Списак министара иностраних послова Босне и Херцеговине
- Списак министара правде Босне и Херцеговине
- Списак министара финансија Босне и Херцеговине
- Списак министара унутрашњих послова Босне и Херцеговине
- Списак министара одбране Босне и Херцеговине
- Списак министара просвете Босне и Херцеговине
- Списак министара културе Босне и Херцеговине
- Списак министара пољопривреде Босне и Херцеговине
- Списак министара здравља Босне и Херцеговине